# Novi Sip
Novi Sip (în sârbă Нови Сип, în română Sâp) este o localitate situată în partea de est a Serbiei, pe Dunăre.  Conform recensământului din 2002, satul are o populație de 909 locuitori. 
Localitatea este situată în apropiere de fostul Canal Sip, pe malul drept al Dunării.